# Ананьина, Юлия Васильевна
Юлия Васильевна Ананьина (02.06.1946 — 15.11.2018) — российский микробиолог и эпидемиолог, член-корреспондент РАМН с 25.05.2007, Отделение медицинских наук РАН (секция профилактической медицины), член-корреспондент РАН c 27.06.2014.

## Биография
Окончила санитарно-гигиенический факультет 1-го ММИ (1970).
С 1970 г. в НИИ эпидемиологии и микробиологии им. Н. Ф. Гамалеи: аспирант (1970—1971), младший научный сотрудник (1974—1980), старший научный сотрудник (1980—1990), зав. лабораторией лептоспирозов (с 1990), одновременно с 1997 г. — заместитель директора института по научной работе.
Диссертации:
- К характеристике патогенных свойств лептоспир (1974)
- Проблемы экологии патогенных лептоспир (1993)

Доктор медицинских наук, профессор.
Основные исследования посвящены микробиологии и эпидемиологии природно-очаговых инфекций на модели лептоспирозов.
Под её руководством и при непосредственном участии разработаны методы лабораторной диагностики лептоспирозов на ранней стадии и при отдаленных клинических осложнениях (2002).
Совместно с Ростовским НИИ микробиологии и паразитологии создана новая концентрированная поливалентная вакцина для иммунизации людей против лептоспироза.
Скончалась 15 ноября 2018 года. Похоронена в Москве на Новодевичьем кладбище (колумбарий, секция 130, место 36-2).